# Transports en commun du Grand Nouméa
Ne doit pas être confondu avec le réseau de bus Taneo de Nevers.
Tanéo est le réseau de transport en commun de l'agglomération de Nouméa, en Nouvelle-Calédonie, issu de la fusion des réseaux urbains Karuïa Bus et suburbains CarSud. Il a été mis en service le 12 octobre 2019.

## Histoire
Le réseau Tanéo part sur l'idée d'un réseau et d'une tarification unique au Grand Nouméa pour simplifier les transports urbains et développer leur utilisation au sein de cette agglomération,. La campagne de communication en vue du lancement du réseau qui succédera à Karuïa Bus et CarSud débute en novembre 2018, pour un lancement prévu initialement le 1er septembre 2019.
Mis en place le 12 octobre 2019 avec une période de gratuité d'une semaine, le réseau devient et fait l'objet de nombreuses critiques de la part des voyageurs, pointant notamment les tarifs jugés trop élevés, la complexité du système tarifaire ou encore les horaires jugés inadaptés. Ces critiques se sont accompagnées de nombreux actes de vandalisme, plusieurs bus ayant fait l'objet de jet de projectiles obligeant à réduire voire supprimer temporairement la desserte nocturne.
Le réseau est adapté en novembre 2019 afin de répondre notamment aux critiques concernant le système tarifaire (baisse du prix du ticket de secours, rechargement du pass simplifié, etc.).

## Le réseau
Le réseau comprend 1 ligne de bus à haut niveau de service dite "Néobus" qui forme la colonne vertébrale du réseau, complétée par 7 lignes principales ainsi que 21 autres lignes secondaires couvrant des zones non desservies par le Néobus.
Plusieurs parcs relais et box de stationnements sécurisés pour les vélos sont situés le long de la ligne.
Les vélos sont autorisés dans le Néobus, sous certaines conditions :
- Vélos pliables : autorisés dans le Néobus à toute heure de la journée ;
- Autres vélos : autorisés uniquement en dehors des heures de pointe selon la place disponible dans le véhicule.

### Néobus
| Ligne | Caractéristiques | Caractéristiques                           | Caractéristiques                           | Caractéristiques                           | Caractéristiques                           | Caractéristiques                              | Caractéristiques                           | Caractéristiques                           | Caractéristiques                           |
| 1     | Dumbéa - Médipôle ⥋ Nouméa - Place Moselle | Dumbéa - Médipôle ⥋ Nouméa - Place Moselle | Dumbéa - Médipôle ⥋ Nouméa - Place Moselle | Dumbéa - Médipôle ⥋ Nouméa - Place Moselle | Dumbéa - Médipôle ⥋ Nouméa - Place Moselle | Dumbéa - Médipôle ⥋ Nouméa - Place Moselle    | Dumbéa - Médipôle ⥋ Nouméa - Place Moselle | Dumbéa - Médipôle ⥋ Nouméa - Place Moselle | Dumbéa - Médipôle ⥋ Nouméa - Place Moselle |
| ----- | --- | ------------------------------------------ | ------------------------------------------ | ------------------------------------------ | ------------------------------------------ | --------------------------------------------- | ------------------------------------------ | ------------------------------------------ | ------------------------------------------ |
| 1     | Ouverture / Fermeture 12 octobre 2019 / — | Longueur 13,3 km                           | Durée —                                    | Nb. d’arrêts 23                            | Matériel Crealis 18                        | Jours de fonctionnement L, Ma, Me, J, V, S, D | Jour / Soir / Nuit / Fêtes O / O / N / O   | Voy. / an —                                | Exploitant CarSud                          |
| 1     | Desserte : - Communes : Dumbéa, Nouméa - Principaux arrêts desservis : - Dumbéa : Médipôle, Centre aquatique, Centre, Promenade de Koutio - Nouméa : Rivière Salée, Montravel, Vallée du Tir, Patch, Place Moselle |                                            |                                            |                                            |                                            |                                               |                                            |                                            |                                            |
| 1     | Autre : |                                            |                                            |                                            |                                            |                                               |                                            |                                            |                                            |
| 1     | Dernière actualisation : — |                                            |                                            |                                            |                                            |                                               |                                            |                                            |                                            |

### Lignes principales
| Ligne | Caractéristiques                                                                       | Caractéristiques                                                 | Caractéristiques                                                 | Caractéristiques                                                 | Caractéristiques                                                 | Caractéristiques                                                 | Caractéristiques                                                 | Caractéristiques                                                 | Caractéristiques                                                 |
| 2     | Le Mont-Dore - Lycée du Mont-Dore ⥋ Dumbéa - Promenade de Koutio                       | Le Mont-Dore - Lycée du Mont-Dore ⥋ Dumbéa - Promenade de Koutio | Le Mont-Dore - Lycée du Mont-Dore ⥋ Dumbéa - Promenade de Koutio | Le Mont-Dore - Lycée du Mont-Dore ⥋ Dumbéa - Promenade de Koutio | Le Mont-Dore - Lycée du Mont-Dore ⥋ Dumbéa - Promenade de Koutio | Le Mont-Dore - Lycée du Mont-Dore ⥋ Dumbéa - Promenade de Koutio | Le Mont-Dore - Lycée du Mont-Dore ⥋ Dumbéa - Promenade de Koutio | Le Mont-Dore - Lycée du Mont-Dore ⥋ Dumbéa - Promenade de Koutio | Le Mont-Dore - Lycée du Mont-Dore ⥋ Dumbéa - Promenade de Koutio |
| ----- | -------------------------------------------------------------------------------------- | ---------------------------------------------------------------- | ---------------------------------------------------------------- | ---------------------------------------------------------------- | ---------------------------------------------------------------- | ---------------------------------------------------------------- | ---------------------------------------------------------------- | ---------------------------------------------------------------- | ---------------------------------------------------------------- |
| 2     | Ouverture / Fermeture 12 octobre 2019 / —                                              | Longueur —                                                       | Durée —                                                          | Nb. d’arrêts 14                                                  | Matériel —                                                       | Jours de fonctionnement L, Ma, Me, J, V, S, D                    | Jour / Soir / Nuit / Fêtes O / O / N / O                         | Voy. / an —                                                      | Exploitant CarSud                                                |
| 2     | Desserte : - Communes : Dumbéa, Le Mont-Dore - Principaux arrêts desservis :           |                                                                  |                                                                  |                                                                  |                                                                  |                                                                  |                                                                  |                                                                  |                                                                  |
| 2     | Autre :                                                                                |                                                                  |                                                                  |                                                                  |                                                                  |                                                                  |                                                                  |                                                                  |                                                                  |
| 2     | Dernière actualisation : —                                                             |                                                                  |                                                                  |                                                                  |                                                                  |                                                                  |                                                                  |                                                                  |                                                                  |
| 3     | Nouméa - Kuendu Beach ⥋ Nouméa - Ouen Toro                                             | Nouméa - Kuendu Beach ⥋ Nouméa - Ouen Toro                       | Nouméa - Kuendu Beach ⥋ Nouméa - Ouen Toro                       | Nouméa - Kuendu Beach ⥋ Nouméa - Ouen Toro                       | Nouméa - Kuendu Beach ⥋ Nouméa - Ouen Toro                       | Nouméa - Kuendu Beach ⥋ Nouméa - Ouen Toro                       | Nouméa - Kuendu Beach ⥋ Nouméa - Ouen Toro                       | Nouméa - Kuendu Beach ⥋ Nouméa - Ouen Toro                       | Nouméa - Kuendu Beach ⥋ Nouméa - Ouen Toro                       |
| 3     | Ouverture / Fermeture 12 octobre 2019 / —                                              | Longueur —                                                       | Durée —                                                          | Nb. d’arrêts 32                                                  | Matériel —                                                       | Jours de fonctionnement L, Ma, Me, J, V, S, D                    | Jour / Soir / Nuit / Fêtes O / O / N / O                         | Voy. / an —                                                      | Exploitant GIE KARUIA BUS                                        |
| 3     | Desserte : - Communes : Nouméa - Principaux arrêts desservis :                         |                                                                  |                                                                  |                                                                  |                                                                  |                                                                  |                                                                  |                                                                  |                                                                  |
| 3     | Autre :                                                                                |                                                                  |                                                                  |                                                                  |                                                                  |                                                                  |                                                                  |                                                                  |                                                                  |
| 3     | Dernière actualisation : —                                                             |                                                                  |                                                                  |                                                                  |                                                                  |                                                                  |                                                                  |                                                                  |                                                                  |
| 4     | Dumbéa - CUD ⥋ Nouméa - Collège Baudoux                                                | Dumbéa - CUD ⥋ Nouméa - Collège Baudoux                          | Dumbéa - CUD ⥋ Nouméa - Collège Baudoux                          | Dumbéa - CUD ⥋ Nouméa - Collège Baudoux                          | Dumbéa - CUD ⥋ Nouméa - Collège Baudoux                          | Dumbéa - CUD ⥋ Nouméa - Collège Baudoux                          | Dumbéa - CUD ⥋ Nouméa - Collège Baudoux                          | Dumbéa - CUD ⥋ Nouméa - Collège Baudoux                          | Dumbéa - CUD ⥋ Nouméa - Collège Baudoux                          |
| 4     | Ouverture / Fermeture 12 octobre 2019 / —                                              | Longueur —                                                       | Durée —                                                          | Nb. d’arrêts 30                                                  | Matériel —                                                       | Jours de fonctionnement L, Ma, Me, J, V, S, D                    | Jour / Soir / Nuit / Fêtes O / O / N / O                         | Voy. / an —                                                      | Exploitant GIE KARUIA BUS                                        |
| 4     | Desserte : - Communes : Dumbéa, Nouméa - Principaux arrêts desservis :                 |                                                                  |                                                                  |                                                                  |                                                                  |                                                                  |                                                                  |                                                                  |                                                                  |
| 4     | Autre :                                                                                |                                                                  |                                                                  |                                                                  |                                                                  |                                                                  |                                                                  |                                                                  |                                                                  |
| 4     | Dernière actualisation : —                                                             |                                                                  |                                                                  |                                                                  |                                                                  |                                                                  |                                                                  |                                                                  |                                                                  |
| 5     | Nouméa - Dillenseger ⥋ Nouméa - Collège Baudoux                                        | Nouméa - Dillenseger ⥋ Nouméa - Collège Baudoux                  | Nouméa - Dillenseger ⥋ Nouméa - Collège Baudoux                  | Nouméa - Dillenseger ⥋ Nouméa - Collège Baudoux                  | Nouméa - Dillenseger ⥋ Nouméa - Collège Baudoux                  | Nouméa - Dillenseger ⥋ Nouméa - Collège Baudoux                  | Nouméa - Dillenseger ⥋ Nouméa - Collège Baudoux                  | Nouméa - Dillenseger ⥋ Nouméa - Collège Baudoux                  | Nouméa - Dillenseger ⥋ Nouméa - Collège Baudoux                  |
| 5     | Ouverture / Fermeture 12 octobre 2019 / —                                              | Longueur —                                                       | Durée —                                                          | Nb. d’arrêts 30                                                  | Matériel —                                                       | Jours de fonctionnement L, Ma, Me, J, V, S, D                    | Jour / Soir / Nuit / Fêtes O / O / N / O                         | Voy. / an —                                                      | Exploitant GIE KARUIA BUS                                        |
| 5     | Desserte : - Communes : Nouméa - Principaux arrêts desservis :                         |                                                                  |                                                                  |                                                                  |                                                                  |                                                                  |                                                                  |                                                                  |                                                                  |
| 5     | Autre :                                                                                |                                                                  |                                                                  |                                                                  |                                                                  |                                                                  |                                                                  |                                                                  |                                                                  |
| 5     | Dernière actualisation : —                                                             |                                                                  |                                                                  |                                                                  |                                                                  |                                                                  |                                                                  |                                                                  |                                                                  |
| 6     | Nouméa - Naisseline ⥋ Nouméa - Bousquet                                                | Nouméa - Naisseline ⥋ Nouméa - Bousquet                          | Nouméa - Naisseline ⥋ Nouméa - Bousquet                          | Nouméa - Naisseline ⥋ Nouméa - Bousquet                          | Nouméa - Naisseline ⥋ Nouméa - Bousquet                          | Nouméa - Naisseline ⥋ Nouméa - Bousquet                          | Nouméa - Naisseline ⥋ Nouméa - Bousquet                          | Nouméa - Naisseline ⥋ Nouméa - Bousquet                          | Nouméa - Naisseline ⥋ Nouméa - Bousquet                          |
| 6     | Ouverture / Fermeture 12 octobre 2019 / —                                              | Longueur —                                                       | Durée —                                                          | Nb. d’arrêts 36                                                  | Matériel —                                                       | Jours de fonctionnement L, Ma, Me, J, V, S, D                    | Jour / Soir / Nuit / Fêtes O / O / N / O                         | Voy. / an —                                                      | Exploitant GIE KARUIA BUS                                        |
| 6     | Desserte : - Communes : Nouméa - Principaux arrêts desservis :                         |                                                                  |                                                                  |                                                                  |                                                                  |                                                                  |                                                                  |                                                                  |                                                                  |
| 6     | Autre :                                                                                |                                                                  |                                                                  |                                                                  |                                                                  |                                                                  |                                                                  |                                                                  |                                                                  |
| 6     | Dernière actualisation : —                                                             |                                                                  |                                                                  |                                                                  |                                                                  |                                                                  |                                                                  |                                                                  |                                                                  |
| 7     | Païta - Païta Centre ⥋ Nouméa - Place Moselle                                          | Païta - Païta Centre ⥋ Nouméa - Place Moselle                    | Païta - Païta Centre ⥋ Nouméa - Place Moselle                    | Païta - Païta Centre ⥋ Nouméa - Place Moselle                    | Païta - Païta Centre ⥋ Nouméa - Place Moselle                    | Païta - Païta Centre ⥋ Nouméa - Place Moselle                    | Païta - Païta Centre ⥋ Nouméa - Place Moselle                    | Païta - Païta Centre ⥋ Nouméa - Place Moselle                    | Païta - Païta Centre ⥋ Nouméa - Place Moselle                    |
| 7     | Ouverture / Fermeture 12 octobre 2019 / —                                              | Longueur —                                                       | Durée —                                                          | Nb. d’arrêts 18                                                  | Matériel —                                                       | Jours de fonctionnement L, Ma, Me, J, V, S, D                    | Jour / Soir / Nuit / Fêtes O / O / N / O                         | Voy. / an —                                                      | Exploitant CarSud                                                |
| 7     | Desserte : - Communes : Païta, Dumbéa et Nouméa - Principaux arrêts desservis :        |                                                                  |                                                                  |                                                                  |                                                                  |                                                                  |                                                                  |                                                                  |                                                                  |
| 7     | Autre :                                                                                |                                                                  |                                                                  |                                                                  |                                                                  |                                                                  |                                                                  |                                                                  |                                                                  |
| 7     | Dernière actualisation : —                                                             |                                                                  |                                                                  |                                                                  |                                                                  |                                                                  |                                                                  |                                                                  |                                                                  |
| 8     | Le Mont-Dore - La Coulée ⥋ Nouméa - Place Moselle                                      | Le Mont-Dore - La Coulée ⥋ Nouméa - Place Moselle                | Le Mont-Dore - La Coulée ⥋ Nouméa - Place Moselle                | Le Mont-Dore - La Coulée ⥋ Nouméa - Place Moselle                | Le Mont-Dore - La Coulée ⥋ Nouméa - Place Moselle                | Le Mont-Dore - La Coulée ⥋ Nouméa - Place Moselle                | Le Mont-Dore - La Coulée ⥋ Nouméa - Place Moselle                | Le Mont-Dore - La Coulée ⥋ Nouméa - Place Moselle                | Le Mont-Dore - La Coulée ⥋ Nouméa - Place Moselle                |
| 8     | Ouverture / Fermeture 12 octobre 2019 / —                                              | Longueur —                                                       | Durée —                                                          | Nb. d’arrêts 28                                                  | Matériel —                                                       | Jours de fonctionnement L, Ma, Me, J, V, S, D                    | Jour / Soir / Nuit / Fêtes O / O / N / O                         | Voy. / an —                                                      | Exploitant CarSud                                                |
| 8     | Desserte : - Communes : Le Mont-Dore, Dumbéa et Nouméa - Principaux arrêts desservis : |                                                                  |                                                                  |                                                                  |                                                                  |                                                                  |                                                                  |                                                                  |                                                                  |
| 8     | Autre :                                                                                |                                                                  |                                                                  |                                                                  |                                                                  |                                                                  |                                                                  |                                                                  |                                                                  |
| 8     | Dernière actualisation : —                                                             |                                                                  |                                                                  |                                                                  |                                                                  |                                                                  |                                                                  |                                                                  |                                                                  |

### Lignes secondaires

#### Nouméa
| Ligne | Caractéristiques | Caractéristiques                                         | Caractéristiques                                         | Caractéristiques                                         | Caractéristiques                                         | Caractéristiques                                         | Caractéristiques                                         | Caractéristiques                                         | Caractéristiques                                         |
| N1    | Noumea - Blaise pascal ⥋ Ouémo - Havet                                                                                              | Noumea - Blaise pascal ⥋ Ouémo - Havet                   | Noumea - Blaise pascal ⥋ Ouémo - Havet                   | Noumea - Blaise pascal ⥋ Ouémo - Havet                   | Noumea - Blaise pascal ⥋ Ouémo - Havet                   | Noumea - Blaise pascal ⥋ Ouémo - Havet                   | Noumea - Blaise pascal ⥋ Ouémo - Havet                   | Noumea - Blaise pascal ⥋ Ouémo - Havet                   | Noumea - Blaise pascal ⥋ Ouémo - Havet                   |
| ----- | --- | -------------------------------------------------------- | -------------------------------------------------------- | -------------------------------------------------------- | -------------------------------------------------------- | -------------------------------------------------------- | -------------------------------------------------------- | -------------------------------------------------------- | -------------------------------------------------------- |
| N1    | Ouverture / Fermeture 12 octobre 2019 / —                                                                                           | Longueur —                                               | Durée —                                                  | Nb. d’arrêts —                                           | Matériel —                                               | Jours de fonctionnement L, Ma, Me, J, V, S, D            | Jour / Soir / Nuit / Fêtes O / O / N / O                 | Voy. / an —                                              | Exploitant GIE KARUIA BUS                                |
| N1    | Desserte : - Quartiers desservis : Val Plaisance, Anse Vata, Receiving, Orphelinat, Centre-Ville, Vallée des Colons, Magenta, Ouémo |                                                          |                                                          |                                                          |                                                          |                                                          |                                                          |                                                          |                                                          |
| N1    | Autre : |                                                          |                                                          |                                                          |                                                          |                                                          |                                                          |                                                          |                                                          |
| N1    | Dernière actualisation : — |                                                          |                                                          |                                                          |                                                          |                                                          |                                                          |                                                          |                                                          |
| N2    | Kowi Bouillant / Place Moselle ⥋ Centre culturel Tjibaou                                                                            | Kowi Bouillant / Place Moselle ⥋ Centre culturel Tjibaou | Kowi Bouillant / Place Moselle ⥋ Centre culturel Tjibaou | Kowi Bouillant / Place Moselle ⥋ Centre culturel Tjibaou | Kowi Bouillant / Place Moselle ⥋ Centre culturel Tjibaou | Kowi Bouillant / Place Moselle ⥋ Centre culturel Tjibaou | Kowi Bouillant / Place Moselle ⥋ Centre culturel Tjibaou | Kowi Bouillant / Place Moselle ⥋ Centre culturel Tjibaou | Kowi Bouillant / Place Moselle ⥋ Centre culturel Tjibaou |
| N2    | Ouverture / Fermeture 12 octobre 2019 / —                                                                                           | Longueur —                                               | Durée —                                                  | Nb. d’arrêts —                                           | Matériel —                                               | Jours de fonctionnement L, Ma, Me, J, V                  | Jour / Soir / Nuit / Fêtes O / O / N / N                 | Voy. / an —                                              | Exploitant GIE KARUIA BUS                                |
| N2    | Desserte : - Quartiers desservis : Nouville, Centre-Ville, Magenta, Portes de Fer, 4ème KM, 6ème KM, Tina Golf                      |                                                          |                                                          |                                                          |                                                          |                                                          |                                                          |                                                          |                                                          |
| N2    | Autre : |                                                          |                                                          |                                                          |                                                          |                                                          |                                                          |                                                          |                                                          |
| N2    | Dernière actualisation : — |                                                          |                                                          |                                                          |                                                          |                                                          |                                                          |                                                          |                                                          |
| N3    | kauma ⥋ Place Moselle | kauma ⥋ Place Moselle                                    | kauma ⥋ Place Moselle                                    | kauma ⥋ Place Moselle                                    | kauma ⥋ Place Moselle                                    | kauma ⥋ Place Moselle                                    | kauma ⥋ Place Moselle                                    | kauma ⥋ Place Moselle                                    | kauma ⥋ Place Moselle                                    |
| N3    | Ouverture / Fermeture 12 octobre 2019 / —                                                                                           | Longueur —                                               | Durée —                                                  | Nb. d’arrêts —                                           | Matériel —                                               | Jours de fonctionnement L, Ma, Me, J, V, S, D            | Jour / Soir / Nuit / Fêtes O / O / N / O                 | Voy. / an —                                              | Exploitant GIE KARUIA BUS                                |
| N3    | Desserte : - Quartiers desservis : Receiving, Motor Pool, Tuband, N'Gea, Faubourg Blanchot, Centre-Ville                            |                                                          |                                                          |                                                          |                                                          |                                                          |                                                          |                                                          |                                                          |
| N3    | Autre : |                                                          |                                                          |                                                          |                                                          |                                                          |                                                          |                                                          |                                                          |
| N3    | Dernière actualisation : — |                                                          |                                                          |                                                          |                                                          |                                                          |                                                          |                                                          |                                                          |
| N4    | Numbo ⥋ Hyppodrome | Numbo ⥋ Hyppodrome                                       | Numbo ⥋ Hyppodrome                                       | Numbo ⥋ Hyppodrome                                       | Numbo ⥋ Hyppodrome                                       | Numbo ⥋ Hyppodrome                                       | Numbo ⥋ Hyppodrome                                       | Numbo ⥋ Hyppodrome                                       | Numbo ⥋ Hyppodrome                                       |
| N4    | Ouverture / Fermeture 12 octobre 2019 / —                                                                                           | Longueur —                                               | Durée —                                                  | Nb. d’arrêts —                                           | Matériel —                                               | Jours de fonctionnement L, Ma, Me, J, V, S, D            | Jour / Soir / Nuit / Fêtes O / O / N / O                 | Voy. / an —                                              | Exploitant GIE KARUIA BUS                                |
| N4    | Desserte : - Principaux arrêts desservis :                                                                                          |                                                          |                                                          |                                                          |                                                          |                                                          |                                                          |                                                          |                                                          |
| N4    | Autre : |                                                          |                                                          |                                                          |                                                          |                                                          |                                                          |                                                          |                                                          |
| N4    | Dernière actualisation : — |                                                          |                                                          |                                                          |                                                          |                                                          |                                                          |                                                          |                                                          |
| N5    | Noumea - Kowi bouillont / Place moselle ⥋ Tina                                                                                      | Noumea - Kowi bouillont / Place moselle ⥋ Tina           | Noumea - Kowi bouillont / Place moselle ⥋ Tina           | Noumea - Kowi bouillont / Place moselle ⥋ Tina           | Noumea - Kowi bouillont / Place moselle ⥋ Tina           | Noumea - Kowi bouillont / Place moselle ⥋ Tina           | Noumea - Kowi bouillont / Place moselle ⥋ Tina           | Noumea - Kowi bouillont / Place moselle ⥋ Tina           | Noumea - Kowi bouillont / Place moselle ⥋ Tina           |
| N5    | Ouverture / Fermeture 12 octobre 2019 / —                                                                                           | Longueur —                                               | Durée —                                                  | Nb. d’arrêts —                                           | Matériel —                                               | Jours de fonctionnement L, Ma, Me, J, V, S, D            | Jour / Soir / Nuit / Fêtes O / O / N / O                 | Voy. / an —                                              | Exploitant GIE KARUIA BUS                                |
| N5    | Desserte : - Principaux arrêts desservis :                                                                                          |                                                          |                                                          |                                                          |                                                          |                                                          |                                                          |                                                          |                                                          |
| N5    | Autre : |                                                          |                                                          |                                                          |                                                          |                                                          |                                                          |                                                          |                                                          |
| N5    | Dernière actualisation : — |                                                          |                                                          |                                                          |                                                          |                                                          |                                                          |                                                          |                                                          |
| N6    | Rond-point Bonaparte ⥋ Place moselle                                                                                                | Rond-point Bonaparte ⥋ Place moselle                     | Rond-point Bonaparte ⥋ Place moselle                     | Rond-point Bonaparte ⥋ Place moselle                     | Rond-point Bonaparte ⥋ Place moselle                     | Rond-point Bonaparte ⥋ Place moselle                     | Rond-point Bonaparte ⥋ Place moselle                     | Rond-point Bonaparte ⥋ Place moselle                     | Rond-point Bonaparte ⥋ Place moselle                     |
| N6    | Ouverture / Fermeture 12 octobre 2019 / —                                                                                           | Longueur —                                               | Durée —                                                  | Nb. d’arrêts —                                           | Matériel —                                               | Jours de fonctionnement L, Ma, Me, J, V                  | Jour / Soir / Nuit / Fêtes O / O / N / N                 | Voy. / an —                                              | Exploitant GIE KARUIA BUS                                |
| N6    | Desserte : - Principaux arrêts desservis :                                                                                          |                                                          |                                                          |                                                          |                                                          |                                                          |                                                          |                                                          |                                                          |
| N6    | Autre : |                                                          |                                                          |                                                          |                                                          |                                                          |                                                          |                                                          |                                                          |
| N6    | Dernière actualisation : — |                                                          |                                                          |                                                          |                                                          |                                                          |                                                          |                                                          |                                                          |

#### Dumbéa
| Ligne | Caractéristiques                                                                           | Caractéristiques                       | Caractéristiques                       | Caractéristiques                       | Caractéristiques                       | Caractéristiques                              | Caractéristiques                         | Caractéristiques                       | Caractéristiques                       |
| D1    | Centre aquatique ⥋ Promenade de Koutio                                                     | Centre aquatique ⥋ Promenade de Koutio | Centre aquatique ⥋ Promenade de Koutio | Centre aquatique ⥋ Promenade de Koutio | Centre aquatique ⥋ Promenade de Koutio | Centre aquatique ⥋ Promenade de Koutio        | Centre aquatique ⥋ Promenade de Koutio   | Centre aquatique ⥋ Promenade de Koutio | Centre aquatique ⥋ Promenade de Koutio |
| ----- | ------------------------------------------------------------------------------------------ | -------------------------------------- | -------------------------------------- | -------------------------------------- | -------------------------------------- | --------------------------------------------- | ---------------------------------------- | -------------------------------------- | -------------------------------------- |
| D1    | Ouverture / Fermeture 12 octobre 2019 / —                                                  | Longueur —                             | Durée —                                | Nb. d’arrêts —                         | Matériel —                             | Jours de fonctionnement L, Ma, Me, J, V, S, D | Jour / Soir / Nuit / Fêtes O / O / N / O | Voy. / an —                            | Exploitant GIE KARUIA BUS              |
| D1    | Desserte : - Quartiers desservis : Koutio                                                  |                                        |                                        |                                        |                                        |                                               |                                          |                                        |                                        |
| D1    | Autre :                                                                                    |                                        |                                        |                                        |                                        |                                               |                                          |                                        |                                        |
| D1    | Dernière actualisation : —                                                                 |                                        |                                        |                                        |                                        |                                               |                                          |                                        |                                        |
| D2    | ZAC Panda ⥋ Dumbéa-sur-Mer                                                                 | ZAC Panda ⥋ Dumbéa-sur-Mer             | ZAC Panda ⥋ Dumbéa-sur-Mer             | ZAC Panda ⥋ Dumbéa-sur-Mer             | ZAC Panda ⥋ Dumbéa-sur-Mer             | ZAC Panda ⥋ Dumbéa-sur-Mer                    | ZAC Panda ⥋ Dumbéa-sur-Mer               | ZAC Panda ⥋ Dumbéa-sur-Mer             | ZAC Panda ⥋ Dumbéa-sur-Mer             |
| D2    | Ouverture / Fermeture 12 octobre 2019 / —                                                  | Longueur —                             | Durée —                                | Nb. d’arrêts —                         | Matériel —                             | Jours de fonctionnement L, Ma, Me, J, V, S, D | Jour / Soir / Nuit / Fêtes O / O / N / O | Voy. / an —                            | Exploitant GIE KARUIA BUS              |
| D2    | Desserte : - Quartiers desservis : ZAC Panda, Dumbéa-sur-Mer                               |                                        |                                        |                                        |                                        |                                               |                                          |                                        |                                        |
| D2    | Autre :                                                                                    |                                        |                                        |                                        |                                        |                                               |                                          |                                        |                                        |
| D2    | Dernière actualisation : —                                                                 |                                        |                                        |                                        |                                        |                                               |                                          |                                        |                                        |
| D3    | Saint-Quentin ⥋ Promenade de Koutio                                                        | Saint-Quentin ⥋ Promenade de Koutio    | Saint-Quentin ⥋ Promenade de Koutio    | Saint-Quentin ⥋ Promenade de Koutio    | Saint-Quentin ⥋ Promenade de Koutio    | Saint-Quentin ⥋ Promenade de Koutio           | Saint-Quentin ⥋ Promenade de Koutio      | Saint-Quentin ⥋ Promenade de Koutio    | Saint-Quentin ⥋ Promenade de Koutio    |
| D3    | Ouverture / Fermeture 12 octobre 2019 / —                                                  | Longueur —                             | Durée —                                | Nb. d’arrêts —                         | Matériel —                             | Jours de fonctionnement L, Ma, Me, J, V, S, D | Jour / Soir / Nuit / Fêtes O / O / N / O | Voy. / an —                            | Exploitant GIE KARUIA BUS              |
| D3    | Desserte : - Quartiers desservis : Saint-Quentin, Yahoué, Koutio                           |                                        |                                        |                                        |                                        |                                               |                                          |                                        |                                        |
| D3    | Autre :                                                                                    |                                        |                                        |                                        |                                        |                                               |                                          |                                        |                                        |
| D3    | Dernière actualisation : —                                                                 |                                        |                                        |                                        |                                        |                                               |                                          |                                        |                                        |
| D4    | fare du medipole ⥋ Dumbéa Centre                                                           | fare du medipole ⥋ Dumbéa Centre       | fare du medipole ⥋ Dumbéa Centre       | fare du medipole ⥋ Dumbéa Centre       | fare du medipole ⥋ Dumbéa Centre       | fare du medipole ⥋ Dumbéa Centre              | fare du medipole ⥋ Dumbéa Centre         | fare du medipole ⥋ Dumbéa Centre       | fare du medipole ⥋ Dumbéa Centre       |
| D4    | Ouverture / Fermeture 12 octobre 2019 / —                                                  | Longueur —                             | Durée —                                | Nb. d’arrêts —                         | Matériel —                             | Jours de fonctionnement L, Ma, Me, J, V, S, D | Jour / Soir / Nuit / Fêtes O / O / N / O | Voy. / an —                            | Exploitant —                           |
| D4    | Desserte : - Quartiers desservis : Dumbéa-sur-Mer, Koutio                                  |                                        |                                        |                                        |                                        |                                               |                                          |                                        |                                        |
| D4    | Autre :                                                                                    |                                        |                                        |                                        |                                        |                                               |                                          |                                        |                                        |
| D4    | Dernière actualisation : —                                                                 |                                        |                                        |                                        |                                        |                                               |                                          |                                        |                                        |
| D5    | Val Suzon ⥋ Mairie du Nord                                                                 | Val Suzon ⥋ Mairie du Nord             | Val Suzon ⥋ Mairie du Nord             | Val Suzon ⥋ Mairie du Nord             | Val Suzon ⥋ Mairie du Nord             | Val Suzon ⥋ Mairie du Nord                    | Val Suzon ⥋ Mairie du Nord               | Val Suzon ⥋ Mairie du Nord             | Val Suzon ⥋ Mairie du Nord             |
| D5    | Ouverture / Fermeture 12 octobre 2019 / —                                                  | Longueur —                             | Durée —                                | Nb. d’arrêts —                         | Matériel —                             | Jours de fonctionnement L, Ma, Me, J, V       | Jour / Soir / Nuit / Fêtes O / O / N / N | Voy. / an —                            | Exploitant —                           |
| D5    | Desserte : - Quartiers desservis : Val Suzon, Val Fleury, Nondoué, Katiramona, Parc Fayard |                                        |                                        |                                        |                                        |                                               |                                          |                                        |                                        |
| D5    | Autre :                                                                                    |                                        |                                        |                                        |                                        |                                               |                                          |                                        |                                        |
| D5    | Dernière actualisation : —                                                                 |                                        |                                        |                                        |                                        |                                               |                                          |                                        |                                        |
| D6    | Haute-Couvelée ⥋ Mairie du Nord                                                            | Haute-Couvelée ⥋ Mairie du Nord        | Haute-Couvelée ⥋ Mairie du Nord        | Haute-Couvelée ⥋ Mairie du Nord        | Haute-Couvelée ⥋ Mairie du Nord        | Haute-Couvelée ⥋ Mairie du Nord               | Haute-Couvelée ⥋ Mairie du Nord          | Haute-Couvelée ⥋ Mairie du Nord        | Haute-Couvelée ⥋ Mairie du Nord        |
| D6    | Ouverture / Fermeture 12 octobre 2019 / —                                                  | Longueur —                             | Durée —                                | Nb. d’arrêts —                         | Matériel —                             | Jours de fonctionnement L, Ma, Me, J, V       | Jour / Soir / Nuit / Fêtes O / O / N / N | Voy. / an —                            | Exploitant —                           |
| D6    | Desserte : - Quartiers desservis : Couvelée, Parc Fayard                                   |                                        |                                        |                                        |                                        |                                               |                                          |                                        |                                        |
| D6    | Autre :                                                                                    |                                        |                                        |                                        |                                        |                                               |                                          |                                        |                                        |
| D6    | Dernière actualisation : —                                                                 |                                        |                                        |                                        |                                        |                                               |                                          |                                        |                                        |
| D7    | Koé ⥋ Mairie du Nord                                                                       | Koé ⥋ Mairie du Nord                   | Koé ⥋ Mairie du Nord                   | Koé ⥋ Mairie du Nord                   | Koé ⥋ Mairie du Nord                   | Koé ⥋ Mairie du Nord                          | Koé ⥋ Mairie du Nord                     | Koé ⥋ Mairie du Nord                   | Koé ⥋ Mairie du Nord                   |
| D7    | Ouverture / Fermeture 12 octobre 2019 / —                                                  | Longueur —                             | Durée —                                | Nb. d’arrêts —                         | Matériel —                             | Jours de fonctionnement L, Ma, Me, J, V       | Jour / Soir / Nuit / Fêtes O / O / N / N | Voy. / an —                            | Exploitant —                           |
| D7    | Desserte : - Quartiers desservis : Koé, Parc Fayard                                        |                                        |                                        |                                        |                                        |                                               |                                          |                                        |                                        |
| D7    | Autre :                                                                                    |                                        |                                        |                                        |                                        |                                               |                                          |                                        |                                        |
| D7    | Dernière actualisation : —                                                                 |                                        |                                        |                                        |                                        |                                               |                                          |                                        |                                        |

#### Mont-Dore
| Ligne | Caractéristiques | Caractéristiques                        | Caractéristiques                        | Caractéristiques                        | Caractéristiques                        | Caractéristiques                              | Caractéristiques                         | Caractéristiques                        | Caractéristiques                        |
| M1    | Saint-Michel ⥋ Robinson | Saint-Michel ⥋ Robinson                 | Saint-Michel ⥋ Robinson                 | Saint-Michel ⥋ Robinson                 | Saint-Michel ⥋ Robinson                 | Saint-Michel ⥋ Robinson                       | Saint-Michel ⥋ Robinson                  | Saint-Michel ⥋ Robinson                 | Saint-Michel ⥋ Robinson                 |
| ----- | --- | --------------------------------------- | --------------------------------------- | --------------------------------------- | --------------------------------------- | --------------------------------------------- | ---------------------------------------- | --------------------------------------- | --------------------------------------- |
| M1    | Ouverture / Fermeture 12 octobre 2019 / — | Longueur —                              | Durée —                                 | Nb. d’arrêts —                          | Matériel —                              | Jours de fonctionnement L, Ma, Me, J, V, S, D | Jour / Soir / Nuit / Fêtes O / O / N / O | Voy. / an —                             | Exploitant GIE KARUIA BUS               |
| M1    | Desserte : - Quartiers desservis : Saint-Michel, Boulari, Robinson                                                                                               |                                         |                                         |                                         |                                         |                                               |                                          |                                         |                                         |
| M1    | Autre : |                                         |                                         |                                         |                                         |                                               |                                          |                                         |                                         |
| M1    | Dernière actualisation : — |                                         |                                         |                                         |                                         |                                               |                                          |                                         |                                         |
| M2    | Saint-Louis ⥋ Promenade de Koutio | Saint-Louis ⥋ Promenade de Koutio       | Saint-Louis ⥋ Promenade de Koutio       | Saint-Louis ⥋ Promenade de Koutio       | Saint-Louis ⥋ Promenade de Koutio       | Saint-Louis ⥋ Promenade de Koutio             | Saint-Louis ⥋ Promenade de Koutio        | Saint-Louis ⥋ Promenade de Koutio       | Saint-Louis ⥋ Promenade de Koutio       |
| M2    | Ouverture / Fermeture 12 octobre 2019 / — | Longueur —                              | Durée —                                 | Nb. d’arrêts —                          | Matériel —                              | Jours de fonctionnement L, Ma, Me, J, V, S, D | Jour / Soir / Nuit / Fêtes O / O / N / O | Voy. / an —                             | Exploitant —                            |
| M2    | Desserte : - Quartiers desservis : Saint-Louis, Saint-Michel, Boulari, Robinson, La Conception, Normandie, Koutio                                                |                                         |                                         |                                         |                                         |                                               |                                          |                                         |                                         |
| M2    | Autre : |                                         |                                         |                                         |                                         |                                               |                                          |                                         |                                         |
| M2    | Dernière actualisation : — |                                         |                                         |                                         |                                         |                                               |                                          |                                         |                                         |
| M3    | La Coulée ⥋ Mouirange / Collège de Plum | La Coulée ⥋ Mouirange / Collège de Plum | La Coulée ⥋ Mouirange / Collège de Plum | La Coulée ⥋ Mouirange / Collège de Plum | La Coulée ⥋ Mouirange / Collège de Plum | La Coulée ⥋ Mouirange / Collège de Plum       | La Coulée ⥋ Mouirange / Collège de Plum  | La Coulée ⥋ Mouirange / Collège de Plum | La Coulée ⥋ Mouirange / Collège de Plum |
| M3    | Ouverture / Fermeture 12 octobre 2019 / — | Longueur —                              | Durée —                                 | Nb. d’arrêts —                          | Matériel —                              | Jours de fonctionnement L, Ma, Me, J, V, S, D | Jour / Soir / Nuit / Fêtes O / O / N / O | Voy. / an —                             | Exploitant —                            |
| M3    | Desserte : - Quartiers desservis : La Coulée, Lembi-Mouirange, Val Boisé, Plum                                                                                   |                                         |                                         |                                         |                                         |                                               |                                          |                                         |                                         |
| M3    | Autre : |                                         |                                         |                                         |                                         |                                               |                                          |                                         |                                         |
| M3    | Dernière actualisation : — |                                         |                                         |                                         |                                         |                                               |                                          |                                         |                                         |
| M4    | Béatitudes ⥋ Place Moselle | Béatitudes ⥋ Place Moselle              | Béatitudes ⥋ Place Moselle              | Béatitudes ⥋ Place Moselle              | Béatitudes ⥋ Place Moselle              | Béatitudes ⥋ Place Moselle                    | Béatitudes ⥋ Place Moselle               | Béatitudes ⥋ Place Moselle              | Béatitudes ⥋ Place Moselle              |
| M4    | Ouverture / Fermeture 12 octobre 2019 / — | Longueur —                              | Durée —                                 | Nb. d’arrêts —                          | Matériel —                              | Jours de fonctionnement L, Ma, Me, J, V, S, D | Jour / Soir / Nuit / Fêtes O / O / N / O | Voy. / an —                             | Exploitant —                            |
| M4    | Desserte : - Quartiers desservis : Béatitudes, Plum, Mont-Dore Sud, Vallon Dore, La Coulée, Saint-Louis, Saint-Michel, Boulari, 4ème KM, Montravel, Centre-Ville |                                         |                                         |                                         |                                         |                                               |                                          |                                         |                                         |
| M4    | Autre : |                                         |                                         |                                         |                                         |                                               |                                          |                                         |                                         |
| M4    | Dernière actualisation : — |                                         |                                         |                                         |                                         |                                               |                                          |                                         |                                         |

#### Païta
| Ligne | Caractéristiques | Caractéristiques                                     | Caractéristiques                                     | Caractéristiques                                     | Caractéristiques                                     | Caractéristiques                                     | Caractéristiques                                     | Caractéristiques                                     | Caractéristiques                                     |
| P1    | Païta - Lycée Jean 23 ⥋ Dumbéa - Promenade de Koutio | Païta - Lycée Jean 23 ⥋ Dumbéa - Promenade de Koutio | Païta - Lycée Jean 23 ⥋ Dumbéa - Promenade de Koutio | Païta - Lycée Jean 23 ⥋ Dumbéa - Promenade de Koutio | Païta - Lycée Jean 23 ⥋ Dumbéa - Promenade de Koutio | Païta - Lycée Jean 23 ⥋ Dumbéa - Promenade de Koutio | Païta - Lycée Jean 23 ⥋ Dumbéa - Promenade de Koutio | Païta - Lycée Jean 23 ⥋ Dumbéa - Promenade de Koutio | Païta - Lycée Jean 23 ⥋ Dumbéa - Promenade de Koutio |
| ----- | --- | ---------------------------------------------------- | ---------------------------------------------------- | ---------------------------------------------------- | ---------------------------------------------------- | ---------------------------------------------------- | ---------------------------------------------------- | ---------------------------------------------------- | ---------------------------------------------------- |
| P1    | Ouverture / Fermeture 12 octobre 2019 / — | Longueur —                                           | Durée —                                              | Nb. d’arrêts —                                       | Matériel —                                           | Jours de fonctionnement L, Ma, Me, J, V, S, D        | Jour / Soir / Nuit / Fêtes O / O / N / O             | Voy. / an —                                          | Exploitant —                                         |
| P1    | Desserte : - Quartiers desservis : - Païta : Centre Village - Dumbéa : Katiramona, Parc Fayard, Tonghoué, Koutio |                                                      |                                                      |                                                      |                                                      |                                                      |                                                      |                                                      |                                                      |
| P1    | Autre : |                                                      |                                                      |                                                      |                                                      |                                                      |                                                      |                                                      |                                                      |
| P1    | Dernière actualisation : — |                                                      |                                                      |                                                      |                                                      |                                                      |                                                      |                                                      |                                                      |
| P2    | Païta Centre ⥋ Savannah | Païta Centre ⥋ Savannah                              | Païta Centre ⥋ Savannah                              | Païta Centre ⥋ Savannah                              | Païta Centre ⥋ Savannah                              | Païta Centre ⥋ Savannah                              | Païta Centre ⥋ Savannah                              | Païta Centre ⥋ Savannah                              | Païta Centre ⥋ Savannah                              |
| P2    | Ouverture / Fermeture 12 octobre 2019 / — | Longueur —                                           | Durée —                                              | Nb. d’arrêts —                                       | Matériel —                                           | Jours de fonctionnement L, Ma, Me, J, V, S, D        | Jour / Soir / Nuit / Fêtes O / O / N / O             | Voy. / an —                                          | Exploitant —                                         |
| P2    | Desserte : - Quartiers desservis : Centre Village, Gadji, Savannah |                                                      |                                                      |                                                      |                                                      |                                                      |                                                      |                                                      |                                                      |
| P2    | Autre : |                                                      |                                                      |                                                      |                                                      |                                                      |                                                      |                                                      |                                                      |
| P2    | Dernière actualisation : — |                                                      |                                                      |                                                      |                                                      |                                                      |                                                      |                                                      |                                                      |
| P3    | Naniouni ⥋ Mont-Mou - Cosinus | Naniouni ⥋ Mont-Mou - Cosinus                        | Naniouni ⥋ Mont-Mou - Cosinus                        | Naniouni ⥋ Mont-Mou - Cosinus                        | Naniouni ⥋ Mont-Mou - Cosinus                        | Naniouni ⥋ Mont-Mou - Cosinus                        | Naniouni ⥋ Mont-Mou - Cosinus                        | Naniouni ⥋ Mont-Mou - Cosinus                        | Naniouni ⥋ Mont-Mou - Cosinus                        |
| P3    | Ouverture / Fermeture 12 octobre 2019 / — | Longueur —                                           | Durée —                                              | Nb. d’arrêts —                                       | Matériel —                                           | Jours de fonctionnement L, Ma, Me, J, V, S, D        | Jour / Soir / Nuit / Fêtes O / O / N / O             | Voy. / an —                                          | Exploitant —                                         |
| P3    | Desserte : - Quartiers desservis : Naniouni, Centre Village, Mont-Mou |                                                      |                                                      |                                                      |                                                      |                                                      |                                                      |                                                      |                                                      |
| P3    | Autre : |                                                      |                                                      |                                                      |                                                      |                                                      |                                                      |                                                      |                                                      |
| P3    | Dernière actualisation : — |                                                      |                                                      |                                                      |                                                      |                                                      |                                                      |                                                      |                                                      |
| P4    | Tontouta - Aéroport ⥋ Nouméa - Place Moselle | Tontouta - Aéroport ⥋ Nouméa - Place Moselle         | Tontouta - Aéroport ⥋ Nouméa - Place Moselle         | Tontouta - Aéroport ⥋ Nouméa - Place Moselle         | Tontouta - Aéroport ⥋ Nouméa - Place Moselle         | Tontouta - Aéroport ⥋ Nouméa - Place Moselle         | Tontouta - Aéroport ⥋ Nouméa - Place Moselle         | Tontouta - Aéroport ⥋ Nouméa - Place Moselle         | Tontouta - Aéroport ⥋ Nouméa - Place Moselle         |
| P4    | Ouverture / Fermeture 12 octobre 2019 / — | Longueur —                                           | Durée —                                              | Nb. d’arrêts —                                       | Matériel —                                           | Jours de fonctionnement L, Ma, Me, J, V, S, D        | Jour / Soir / Nuit / Fêtes O / O / N / O             | Voy. / an —                                          | Exploitant —                                         |
| P4    | Desserte : - Quartiers desservis : - Païta : Tontouta, Tamoa, Saint-Laurent, Port Laguerre, Beauvallon, Centre Village, Gadji, Savannah - Dumbéa : Nakutakoin, Dumbéa-sur-Mer, Cœur de Ville - Nouméa : Ducos, Centre Ville (Les quartiers en italique ne sont pas desservis lors des trajets Express) - Le quartier de la Tamoa est desservi uniquement en transport à la demande. |                                                      |                                                      |                                                      |                                                      |                                                      |                                                      |                                                      |                                                      |
| P4    | Autre : |                                                      |                                                      |                                                      |                                                      |                                                      |                                                      |                                                      |                                                      |
| P4    | Dernière actualisation : — |                                                      |                                                      |                                                      |                                                      |                                                      |                                                      |                                                      |                                                      |

### Navette maritime
Une navette maritime existe également au sein du réseau.
Elle relie le wharf des Dauphins au Mont-Dore (arrêt Dauphins de la ligne M4) à la place de la Moselle à Nouméa, du lundi au vendredi, en ~35 min (contre 1h30 par route en heure de pointe).
| Navette maritime | Départ Vallon-Dore | Départ Nouméa |
| ---------------- | ------------------ | ------------- |
| Navette maritime | 6h00               | 11h00         |
| Navette maritime | 6h30               | 16h30         |
| Navette maritime | 12h00              | 17h00         |

La ligne est actuellement desservie par un bateau semi-rigide de 12 places + 2 places pour vélos (sous réservation). En 2020, il devrait être remplacé par un bateau de 50-60 places.

## Tarification
Le réseau Tanéo est équipé pour ses utilisateurs d'une carte sans contact dénommée "Pass Tanéo" rechargeable sans abonnement comme une sorte de porte-monnaie électronique. Ce pass est rechargeable depuis une agence commerciale, un des magasins partenaires Tanéo, un distributeur de tickets, depuis un site internet ou depuis une agence mobile.
Le système fonctionne par tranches d'âge, sauf pour les pass « Solidaire » et « Liberté » (non-nominative), ainsi que les formules scolaires qui sont exclusivement annuelles, avec un tarif mensuel qui varie en fonction du nombre d'utilisation du réseau. Par exemple, un utilisateur ayant un pass « Liberté » payera 225 F pour un trajet en zone 1 à chaque utilisation mais avec un plafond mensuel à 4500 F, qu'importe le nombre de trajets effectués.
Le pass doit être validé à la montée et à la descente du bus (la validation à la sortie est essentielle pour savoir sur quelles zones l'usager a voyagé). En l'absence de validation à la descente, le tarif le plus élevé est appliqué.
En outre deux tickets sont proposés : un ticket journée à 900 F valable en illimité sur l'ensemble du réseau et un ticket dit « de secours » à 300 F vendu exclusivement à bord des bus, sauf dans le Neobus.

## Exploitation

### Matériel roulant
| Modèles                        | Date de mise en service | Affectations | Opérateur | Numéros     |
| ------------------------------ | ----------------------- | ------------ | --------- | ----------- |
| Autobus articulés (22)         |                         |              |           |             |
| 22 Iveco Bus Crealis 18        | 2019                    | 1            | CarSud    | 1101 à 1122 |
| Autobus standards (78)         |                         |              |           |             |
| 78 King Long XMQ6127GS         | 2019                    |              | GIE TCN   | 2201-2278   |
| Autocars (38)                  |                         |              |           |             |
| 14 Iveco Bus Crossway          | 2016 et 2017            |              | CarSud    | ?           |
| 24 Setra S 416 LE business     | 2019                    |              | CarSud    | 1201 à 1224 |
| Minibus (12)                   |                         |              |           |             |
| 12 Mercedes-Benz Sprinter City | 2019                    |              | CarSud    | ?           |

### Sécurité
Depuis le lancement du réseau, les véhicules sont la cible de nombreux actes d'incivilité, ce qui a entraîné la mise en place de mesures de sécurité telles que la suspension du réseau le soir à 19h00. Des agents de police sont également déployés aux points sensibles au réseau en renfort des agents de sécurité Tanéo.

### Information aux voyageurs
Des informations sur l’heure du prochain bus, les retards ou encore les perturbations sont disponibles tout au long du trajet grâce à une application pour mobiles, un site web, des annonces sonores et des écrans d'information voyageurs présents à l'intérieur des véhicules, dans les stations Néobus et sur près de 16 autres arrêts sur le réseau.

### Accessibilité
L’ensemble du réseau Tanéo est accessible aux personnes à mobilité réduite grâce aux palettes rétractables situées sur les véhicules. Un emplacement dédié aux fauteuils roulants est également présent à bord. Les distributeurs automatiques situés sur les quais sont eux aussi accessibles aux fauteuils.